# Galictis
Galictis es un género de mustélidos nativos de Suramérica, Centroamérica y México, conocidos comúnmente como grisones o huroncitos.
Los grisones miden alrededor de medio metro de longitud, y pesan entre 1 y 3 kg. Galictis vittata o grisón mayor es solo un poco más grande que el menor (quique) o Galictis cuja. El pelaje del dorso es gris jaspeado; las patas, la garganta, la cara, y el vientre son negros. Una raya blanca nítida se extiende de la frente a la parte posterior del cuello. 
Se encuentran en tierras bajas en una amplia gama de hábitats, desde zonas semiabiertas con arbusto o arboladas hasta a diversos bosques. Hacen sus madrigueras en agujeros en los troncos o en grietas de las rocas.
Se conocen varias especies fósiles:
- † Galictis hennigi
- † Galictis sanandresensis
- † Galictis sorgentinii